# كيرون كليمنت
كيرون ستيفون كليمنت (بالإنجليزية: Kerron Stephon Clement)‏ هو عداء حواجز أمريكي من أصل ترينيدادي ولد في يوم 31 أكتوبر 1985 في مدينة بورت أوف سبين في ترينيداد وتوباغو، إختص بسباقات 400 متر حواجز وكذلك إشترك مع الفريق الأمريكي في سباق 4×400 متر تتابع، أبرز إنجازاته هو فوزه بالميدالية الذهبية في سباق 400 متر حواجز في دورة الألعاب الأولمبية الصيفية 2016 في ريو دي جانيرو، كما فاز بالميدالية الذهبية في 4×400 متر تتابع مع الفريق الأمريكي في دورة الألعاب الأولمبية الصيفية 2012 في لندن، وفاز بالميدالية الفضية في سباق 400 متر حواجز في دورة الألعاب الأولمبية الصيفية 2008 في بكين، على صعيد بطولات العالم كليمنت هو صاحب الميدالية الذهبية مرتين الأولى كانت في بطولة العالم لألعاب القوى 2007 في أوساكا والثانية كانت في بطولة العالم لألعاب القوى 2009 في برلين، بالإضافة إلى فوزه بميداليتين ذهبيتين في سباق 4×400 متر حواجز بنفس الدورتين، أفضل رقم له في سباق 400 متر حواجز هو 44.48 أحرزه في أغسطس 2007 في ستوكهولم في السويد.

## روابط خارجية
- كيرون كليمنت على موقع الاتحاد الدولي لألعاب القوى (الإنجليزية)
- كيرون كليمنت على موقع الاتحاد الأمريكي لسباقات المضمار والميدان (الإنجليزية)
- كيرون كليمنت على موقع الاتحاد الأمريكي لسباقات المضمار والميدان (الإنجليزية)
- كيرون كليمنت على موقع الدوري الماسي (الإنجليزية)
- كيرون كليمنت على موقع اللجنة الأولمبية الدولية (الإنجليزية)
- كيرون كليمنت على موقع أوليمبيديا (الإنجليزية)
- كيرون كليمنت على موقع اللجنة الأولمبية والبارالمبية الأمريكية (الإنجليزية)